# 第二十屆十大中文金曲得獎名單
第二十屆十大中文金曲得獎名單
- 十大中文金曲
  - 《我們的主題曲》（主唱：鄭秀文 作曲：吳國敬 填詞：黃偉文）
  - 《愛的呼喚》（主唱：郭富城 作曲：譚國政 填詞：小美）
  - 《不老的傳說》（主唱：張學友 作曲：Dick Lee 填詞：古倩敏）
  - 《明知故犯》（主唱：許美靜 作曲：陳佳明 填詞：林夕）
  - 《星夢情真》（主唱：陳慧琳 作曲：雷頌德 填詞：黃偉文）
  - 《只要為我愛一天》（主唱：黎明 作曲：雷頌德 填詞：林夕）[1]
  - 《歡樂今宵》（主唱：古巨基 作曲：黃丹儀 填詞：黃偉文）
  - 《中國人》（主唱：劉德華 作曲：陳耀川 填詞：李安修）
  - 《你快樂所以我快樂》（主唱：王菲 作曲：張亞東 填詞：林夕）
  - 《愛是永恆》（主唱：張學友 作曲：Dick Lee 填詞：林振強）
- 最佳中文（流行）歌曲獎   
  - 《原來只要共你活一天》（陳少琪）
- 最佳中文（流行）歌詞獎   
  - 《約定》（林夕）
- 十大優秀流行歌手大獎
  - 王菲　鄭秀文　彭羚　許志安　劉德華　張學友　鄭伊健　黎明　郭富城　古巨基
- 最有前途新人獎   
  - 金獎：謝霆鋒
  - 銀獎：張惠妹
  - 銅獎：林海峰
  - 優異獎：Dry / 譚小環 / 陳小春
- 最佳原創歌曲獎   
  - 《我有我天地》（彭羚）
  - 《與我常在》（陳奕迅）
- 最佳改編歌曲獎   
  - 《明知故犯》（許美靜）
- 優秀國語歌曲獎   
  - 金獎：《中國人》（劉德華）
  - 銀獎：《想和你去吹吹風》（張學友）
  - 銅獎：《心太軟》（任賢齊）
  - 銅獎：《相思無用》（鄭中基）
- 全年最高銷量歌手大獎   
  - 鄭秀文　張學友　郭富城　黎明　鄭伊健
- 全年最高銷量冠軍歌手大獎   
  - 張學友
- 全年銷量冠軍大獎
  - 《不老的傳說》（張學友）
- 飛躍大獎
  - 男歌手
    - 金獎：郭富城
    - 銀獎：古巨基
    - 銅獎：陳曉東

  - 女歌手
    - 金獎：鄭秀文
    - 銀獎：王菲
    - 銅獎：陳慧琳
- 全球華人至尊金曲
  - 《只要為我愛一天》（黎明）[1]
- 金曲廿載十大至愛(由全港市民投票選出廿年來的十首最受歡迎的得獎歌曲)
  - 《上海灘》（主唱：葉麗儀 作曲：顧嘉煇 填詞：黃霑）
  - 《那有一天不想你》（主唱：黎明 作曲：林慕德 填詞：向雪懷）
  - 《每天愛你多一些》（主唱：張學友 作曲: K.Kuwata  填詞：林振強）
  - 《印象》（主唱：許冠傑 作曲：許冠傑 填詞：黎彼得）(由郭富城代為演唱)
  - 《分分鐘需要你》（主唱：林子祥 作曲：林子祥 填詞：鄭國江）
  - 《瀟灑走一回》（主唱：葉蒨文 作曲：陳大力,陳秀男 填詞：陳樂融/王蕙玲）
  - 《似水流年》（主唱：梅艷芳 作曲：喜多郎、黎小田 填詞：鄭國江）
  - 《愛的根源》（主唱：譚詠麟 作曲: 陳斐立 填詞：林敏驄）
  - 《一起走過的日子》（主唱：劉德華 作曲：胡偉立 填詞：小美）
  - 《小李飛刀》（主唱：羅文 作曲：顧嘉煇 填詞：盧國沾）

- 金曲廿載榮譽大獎
  - 《帝女花》